# Баб'як Павло (громадський діяч)
Павло́ Баб'я́к (нар. 28 вересня 1897, с. Курники, нині Тернопільського району Тернопільської області — 7 травня 1982, м. Чикаго, США) — український кооператор, громадський діяч. Член НТШ у США.

## Біографія
Навчався у Тернопільській українській гімназії (1910—1914). Вивчав право в Українському таємному університеті у Львові та Ягеллонському університеті в Кракові. 1919 — доброволець УГА (хорунжий, поручник).
У 1922—1923 роках ув'язнювався польською владою. У 1931—1939 р. працював у повітовому союзі кооператив (ПСК) у Збаражі, згодом учителював.
1944 року виїхав до Австрії, вчитель і директор української гімназії у Зальцбурзі.
Від 1950 року — у США. Директор кредитової кооперативи «Самопоміч» (до 1963) й ощадної каси «Певність» (до 1969) у Чикаго. Співзасновник і голова Учительської громади. Один із ініціаторів і меценатів будівництва в Чикаго собору святих Володимира і Ольги.